# Даниил Български
Даниил I Български и Софийски е висш български православен духовник, глава на Българската православна църква и на Софийската ѝ епархия от 30 юни 2024 година.

## Биография

### Ранни години
Даниил е роден на 2 март 1972 година в Смолян със светското име Атанас Трендафилов Николов. Баща му Трендафил Николов, родом от близкото село Кремене, е офицер в „Държавна сигурност“ при смолянското окръжно управление на Министерството на вътрешните работи (МВР). По-късно е заместник-директор на районна дирекция на МВР (до март 1992) и общински съветник в Смолян (до август 1990), пенсионира се от МВР със звание полковник. Майка му Тодорка Николова е бивша учителка, дългогодишна преподавателка по информатика в Икономическия техникум „Карл Маркс“ в Смолян. Има по-голям брат Петър, който от 2014 година е управител на фирма „Непар“ в град Гоце Делчев, която е собственост на Неврокопската митрополия и се занимава главно с хотелиерска дейност.
Атанас Николов завършва основно и средно образование в родния си град. След това отбива военната си служба като граничар в Смолянския граничен отряд през 1992 – 1993 г. През 1996 година започва да учи английска филология в Софийския университет „Свети Климент Охридски“, но на следващата година се прехвърля в Богословския факултет на същия университет, който завършва задочно през 2002 година.

### Монах
През 1997 година Атанас Николов е приет като послушник в Хаджидимовския манастир „Свети Георги Победоносец“ под духовното ръководство на митрополит Натанаил Неврокопски. На 7 август 1999 година е постриган от него в монашество и на следващия ден е ръкоположен за йеродякон. На 21 юли 2004 година е изпратен на послушание в Роженския манастир „Рождество Богородично“ и на 27 ноември е ръкоположен от епархийския му архиерей за йеромонах. На 1 юни 2006 година е възведен в архимандритско достойнство.

### Драговитийски епископ
На 20 януари 2008 година е ръкоположен за епископ с титлата драговитийски и е назначен за викарий на неврокопския митрополит. Ръкополагането му е извършено от патриарх Максим Български в съслужение с митрополитите Йоаникий Сливенски, Дометиан Видински, Кирил Варненски и Великопреславски, Григорий Великотърновски, Неофит Русенски, Натанаил Неврокопски, Гавриил Ловчански и епископите Евлогий Адрианополски, игумен на Рилския манастир, Наум Стобийски, главен секретар на Светия синод, Теодосий Деволски, Константин Маркианополски и Йоан Знеполски.
Служи като викарен епископ на Българската източноправославна епархия в САЩ, Канада и Австралия от 2011 година до 4 февруари 2018 година.

### Видински митрополит
Даниил е видински митрополит от 4 февруари 2018 година до 30 юни 2024 година.
Даниил е радетел на въвеждането на вероучение в българското училище и дълги години работи за това то да бъде включено като предмет в учебните програми.
След признаването на Православна църква на Украйна с предстоятел Епифаний Киевски едностранно от страна на Вартоломей I Константинополски и създадения разкол в признатата Украинска православна църква (Московска патриаршия) през 2018 година, Даниил Видински застава на страната на канонично избрания митрополит Онуфрий Киевски. Това се интерпретира от български медии като поддръжка от негова страна на Русия и интересите на Руската православна църква, за сметка на тези на Вселенската патриаршия. Светият синод изрично се разграничава от становището му против признаването на Православната църква на Украйна от патриарх Вартоломей.

По повод Руско-украинската война през 2022 година заявява: 
| „ | Никой от участниците в конфликта не може да бъде оневинен за случващото се и оправдан за сметка на другия. В същото време, наблюдаваме тенденции за посяване на омраза, отрицание ненавист, включително в нашето общество към едната от воюващите страни, нарочвана за единствен и непровокиран агресор. | “ |

 Това му твърдение и мнението му против експулсирането от България на руския и двамата беларуски духовници от руската църква „Свети Николай“ в София по подозрение в шпионаж, са повод редица български медии повторно да го обвинят, че заема проруски позиции. Сайтът „Свободна Европа“ в своя редакционна статия директно нарича Даниил „русофил“, докато вестник „Дума“ публикува материал на Явор Дачков, в който това твърдение се отрича.

### Български патриарх
На 30 юни 2024 година на Патриаршески избирателен църковен събор е избран, на втори тур, за патриарх на Българската православна църква с 69 гласа срещу 66 гласа за митрополит Григорий Врачански. След избора на новия патриарх се появяват признаци на изненада в лицето на епископ Тихон Тивериополски и недоволство от страна на архимандрит Никанор. Впоследствие епископ Тихон като патриаршески викарий служи с патриарх Даниил при посрещането му в митрополитския храм „Света Неделя“, а Никанор е помолен да оттегли молбата си за напускане на БПЦ от страна на Даниил Български, което той прави и остава в лоното на църквата. В първото си служение с митрополитите новият патриарх призовава към единство.
В същото време патриарх Вартоломей I Константинополски, макар да се намира в София, не присъства на тържествената първа литургия на новия български патриарх Даниил Български. Заедно с Даниил Български службата се води от митрополит Емануил Диосполски (Александрийска патриаршия), митрополит Иларион Тимошки и митрополит Арсений Нишки (Сръбска православна църква), епископ Христофор Карпасийски (Църква на Кипър), митрополит Евстатий Монемвасийски и Спартански и митрополит Максим Янински (Църква на Гърция), митрополит Йоан Корчански и митрополит Натанаил Амантийски (Албанска православна църква), а молитвено участие вземат представителите на Йерусалимската патриаршия, Руската патриаршия, Грузинската патриаршия и на Украинската православна църква. На литургията присъстват политици като Георги Първанов, Илияна Йотова, Румен Петков, Гълъб Донев, папският пратеник кардинал Кърт Кох, както и посланичката на Русия Елеонора Митрофанова. Предния ден на интронизацията на патриарха присъстват политици от целия политически спектър в България.
Първото официално посещение на Даниил Български е в посолството на САЩ по повод националния празник на страната – 4 юли.
На 30 октомври 2024 година Даниил отслужва литургия в памет на крал Стефан II Милутин заедно със сръбските митрополити Иларион Тимошки и Арсений Нишки, с което прекъсва седемгодишната практика на Българската православна църква нейни архиереи да не служат съвместно с архиереи на Сръбската православна църква (СПЦ) в знак на протест срещу канонизирането като мъченици на жертвите на Сурдулишкото клане през Първата световна война.
На 23 февруари 2025 година освещава храма „Свети Йоан Рилски“ в Лондон в присъствието на Борис Търновски, Кирил Преславски, бившите министър-председатели Марин Райков и Николай Денков и кмета на Уестминстър Робърт Ригби.